# Dorking
Dorking è una cittadina di 17 000 abitanti della contea del Surrey, in Inghilterra. Ha dato i natali al celebre attore britannico Lawrence Olivier.

## Amministrazione

### Gemellaggi
- Gouvieux
- Güglingen
- Sinalunga